# Daniele Battaglia
Daniele Battaglia (Reggio Emilia, 21 luglio 1981) è un conduttore radiofonico, cantante e conduttore televisivo italiano.

## Biografia
Figlio del chitarrista e cantante dei Pooh Dodi Battaglia e di Loretta Lanfredi, al termine delle scuole superiori presso l'istituto ITIS Ettore Majorana di San Lazzaro di Savena come perito in elettronica e telecomunicazioni si diploma come tecnico del suono e inizia il suo percorso artistico, come conduttore, in una piccola emittente radiofonica bolognese.
Fino al 2000 collabora con l'etichetta discografica del padre come autore, compositore e produttore musicale. Nel 2002 diviene professionista, passando alla conduzione di programmi per le emittenti radiofoniche Lattemiele e Tam Tam Network, dove si occupa anche della direzione artistica. Nel 2005 entra a fare parte del Gruppo Radio Italia, quotidianamente impegnato come volto e voce di Radio Italia Solo Musica Italiana, anche nella presentazione di eventi live. Nel 2007 inizia la sua carriera televisiva conducendo su Canale 5 con Roberta Capua Buon Compleanno Radio Italia, per festeggiare i primi 25 anni dell'emittente radiofonica, il concerto trasmesso dal Datch Forum di Milano con grandi artisti musicali italiani.
Nel 2008 termina il suo rapporto con l'emittente radiofonica. Daniele fa il suo debutto come cantante nel gennaio 2007, grazie al sodalizio artistico con Brenda (figlia d'arte anch'ella giacché il padre, oggi discografico, è stato il bassista dei Gens), con la quale raggiunge la testa della classifica di vendita dei singoli con la canzone Vorrei dirti che è facile. Un progetto musicale, prodotto dal padre e con questi musicato, con il testo di Giovanni Gotti, per l'etichetta discografica Duck Record, scartato dalla commissione selezionatrice del Festival di Sanremo, ma che si attesta al trentacinquesimo posto nella classifica annuale italiana dei singoli più venduti.
Tutto il mare che vorrei è il suo album di esordio, prodotto ed interamente arrangiato da Danilo Ballo e da Dodi Battaglia, uscito il 29 febbraio 2008 e prodotto dall'etichetta discografica Solomusicaitaliana e distribuito dalla Edel. È stato anticipato dai singoli Fresco, pubblicato nell'estate 2007, che ha raggiunto la quarta posizione della classifica italiana, Tutte ma nessuna e Oltre il limite che c'è. Daniele Battaglia ha portato la canzone Voce nel vento, in gara nella Categoria Giovani al Festival di Sanremo 2008 brano che viene eliminato nella prima serata.
Successivamente viene ristampato l'album d'esordio Tutto il mare che vorrei, con l'aggiunta del brano sanremese e tutti i videoclip da lui realizzati. Nel 2009 realizza l'inno di una delle due squadre di basket di Bologna, la Fortitudo, dal titolo Uno di voi; sempre nello stesso anno è l'inviato della trasmissione Stranamore su Retequattro. Nel 2009 esce il suo secondo album dal nome Daniele Battaglia, anticipato dal singolo scritto da Paolo Nutini Parole impreviste, con testi del poeta Alessandro Quattrone; nello stesso anno lavora in qualità di dj e speaker a Radio 105.
Nel 2010 ha partecipato e vinto la settima edizione del reality show di Rai 2 L'isola dei famosi. Dopo la vittoria al reality show, affianca Emanuela Folliero nella conduzione del programma Sfilata d'amore e moda, su Rete 4. Nell'autunno 2010 conduce Speciale X Factor su Rai Gulp, e da settembre è ospite fisso di Simona Ventura nel programma calcistico Quelli che il calcio, su Rai 2. Nel 2011 ritorna a far parte del cast de L'isola dei famosi, questa volta nel ruolo di inviato in Honduras.
Dal 28 gennaio 2012 conduce il programma London Live 2.0 in onda ogni sabato pomeriggio su Rai 2.
Il 30 novembre 2012, dopo il trasferimento di Alessandro Cattelan su Radio Deejay, e quindi l'addio da 105 all'Una, Battaglia prende il suo posto. Dal 12 settembre 2016 è coconduttore insieme prima a Alan Caligiuri e poi a Diletta Leotta del format radiofonico 105 Take Away.
Nel 2017 e nel 2018 è stato conduttore del Wind Summer Festival, rispettivamente con Alessia Marcuzzi e Nicolò De Devitiis nel 2017 e con Ilary Blasi e Rudy Zerbi nel 2018.
Nel 2024 è uno dei componenti della commissione musicale di Sarà Sanremo dal quale escono le nuove proposte per il Festival di Sanremo 2025.

## Discografia

### Album in studio
- 2008 - Tutto il mare che vorrei
- 2009 - Daniele Battaglia

### Singoli
- 2007 - Vorrei dirti che è facile con Brenda
- 2007 - Fresco
- 2007 - Tutte ma nessuna
- 2007 - Oltre il limite che c'è
- 2008 - Voce nel vento
- 2008 - Tutto il mare che vorrei
- 2009 - Parole impreviste

## Televisione
- Buon compleanno Radio Italia (Canale 5, 2007)
- Stranamore (Rete 4, 2009) Inviato
- L'isola dei famosi 7 (Rai 2, 2010) Concorrente, vincitore
- Sfilata d'amore e moda (Rete 4, 2010) Coconduttore
- Speciale X Factor (Rai Gulp, 2010)
- Quelli che il calcio (Rai 2, 2010-2011) Capotifoseria
- L'isola dei famosi 8 (Rai 2, 2011) Inviato
- Star Academy (Rai 2, 2011)
- London Live 2.0 (Rai 2, 2012) Conduttore
- L'isola dei famosi 9 (Rai 2, 2012) Opinionista
- MTV Awards 2015 (MTV, 2015) Coconduttore
- Colorado (Italia 1,  2016-2019) Corrispondente Radio 105 dietro le quinte
- Summer Festival (Canale 5, 2017-2018; Radio 105 TV, dal 2024) Conduttore
- Radio Playa Rimini (Italia 1, 2019)
- Honolulu (Italia 1, 2021)  Corrispondente Radio 105 dietro le quinte
- Alessandro Borghese - Celebrity Chef (TV8, 2022) Concorrente
- Sanremo Giovani - Sarà Sanremo (Rai 2, Rai 1, 2024) Commissione musicale

## Radio
- 105 Night Express (Radio 105, 2010-2011)
- 13 PM (Radio 105, 2012-2016)
- 105 all'una (Radio 105, 2012-2016)
- Summer Non Stop (Radio 105, 2015)
- 105 Everyday (Radio 105, 2016)
- 105 Take Away (Radio 105, dal 2016)
- #105SocialRoom (Radio 105, 2017)
- Capodanno in musica (Radio 105, dal 2017)

## Filmografia
- Pooh - Un attimo ancora, regia di Nicola Conversa - Film TV (2023)